# Telmatobius rimac
Telmatobius rimac är en groddjursart som beskrevs av Schmidt 1954. Telmatobius rimac ingår i släktet Telmatobius och familjen Ceratophryidae. IUCN kategoriserar arten globalt som livskraftig. Inga underarter finns listade i Catalogue of Life.